# Villaluenga del Rosario
Pour les articles homonymes, voir Villaluenga (homonymie).
Villaluenga del Rosario est une ville d’Espagne, dans la province de Cadix, communauté autonome d’Andalousie.

## Géographie

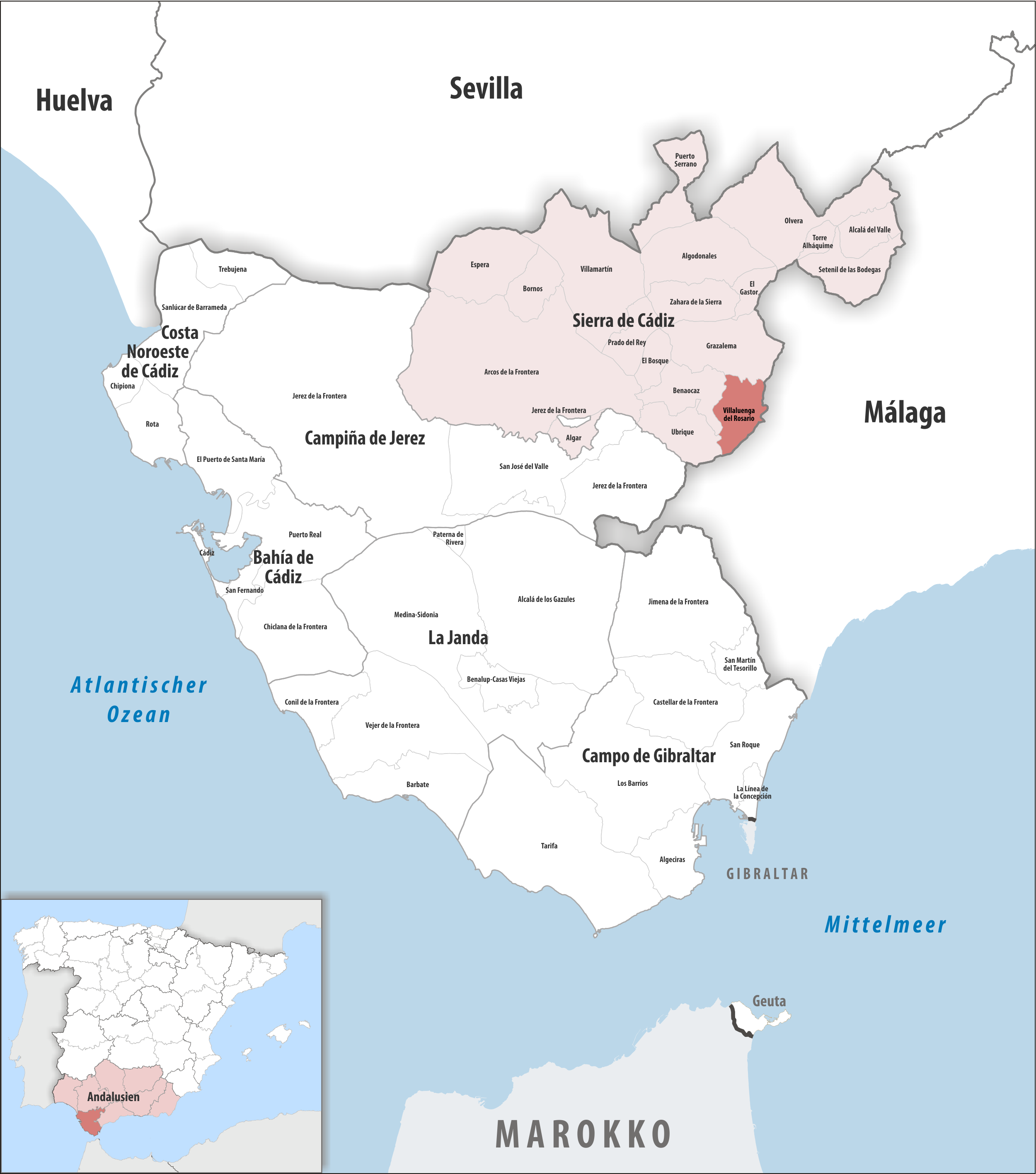
Villaluenga del Rosario dans la province de Cadix / en Andalousie

### Localisation
La commune de Villaluenga del Rosario est dans le sud-est de la comarque Sierra de Cadix, dans le nord-est de la province de Cadix.
Cadix est à 114 km ouest ;
Jerez de la Frontera à 86 km ouest ;
Malaga à 135 km est (avec un assez grand détour par le nord-est qui évite les petites routes de montagne passant entre les sommets du parc national de la Sierra de las Nieves) ;
Gibraltar à 119 km sud.

### Généralités, description
Toute la commune est incluse dans le parc naturel de la Sierra de Grazalema. La pointe sud de la commune est à environ 400 m au nord du parc naturel Los Alcornocales (es).